# Verona Calcio a 5 2012-2013
Questa pagina raccoglie i dati riguardanti il Verona Calcio a 5, squadra di calcio a 5 militante in serie A, nelle competizioni ufficiali del 2012-2013.

## Organico

### Prima squadra
| N° | Naz.                                   | Ruolo | Sportivo               | Anno     |  |  |
| -- | -------------------------------------- | ----- | ---------------------- | -------- |  |  |
| 1  | Italia (bandiera)                      | POR   | Alessandro Fontaniello | 06.05.76 |  |  |
| 2  | Italia (bandiera)                      | LAT   | Cristiano Fusari       | 03.10.91 |  |  |
| 3  | Italia (bandiera)                      | LAT   | Michelangelo Cecchini  | 19.07.90 |  |  |
| 4  | Uruguay (bandiera)                     | LAT   | Alexis Otero           | 11.01.90 |  |  |
| 5  | Brasile (bandiera)                     | LAT   | César Sachet           | 18.02.85 |  |  |
| 6  | Argentina (bandiera)                   | DIF   | Cristian Moris         | 26.07.89 |  |  |
| 6  | Brasile (bandiera)                     | LAT   | Rogério Mielo          | 11.02.77 |  |  |
| 7  | Brasile (bandiera)                     | LAT   | Rudinei Tres           | 13.02.87 |  |  |
| 8  | Brasile (bandiera)                     | DIF   | Thiago Resner          | 13.09.89 |  |  |
| 10 | Brasile (bandiera)                     | LAT   | Giovanni Anzolin       | 24.03.88 |  |  |
| 11 | Brasile (bandiera)                     | PIV   | Pedrinho               | 26.04.75 |  |  |
| 12 | Brasile (bandiera)                     | POR   | Dárcio Forgiarini      | --.--.90 |  |  |
| 13 | Italia (bandiera)                      | LAT   | Niccolò Martin         | 17.11.88 |  |  |
| 15 | Uruguay (bandiera)                     | PIV   | Federico Fedele        | 28.04.88 |  |  |
| 16 | Brasile (bandiera)                     | DIF   | Matheus Meira de Lima  | 31.08.82 |  |  |
| 17 | Italia (bandiera)                      | POR   | Alessandro Caceffo     | 17.02.86 |  |  |
| 22 | Brasile (bandiera) · Italia (bandiera) | DIF   | Rodrigo Campagnaro     | 02.01.83 |  |  |
| ?  | Brasile (bandiera)                     | LAT   | Daniel Peruzzi         | 10.05.89 |  |  |
| ?  | Italia (bandiera)                      | PIV   | Paolo Rotondo          | 14.04.83 |  |  |

### Under-21
| N° | Naz.              | Ruolo | Sportivo         | Anno |  |  |
| -- | ----------------- | ----- | ---------------- | ---- |  |  |
| 9  | Italia (bandiera) | PIV   | Andrea Carone    | 1992 |  |  |
| 18 | Italia (bandiera) | POR   | Gian Marco Vinco | 1993 |  |  |
| ?  | Italia (bandiera) | LAT   | Nicolò Peroli    | 1994 |  |  |